# جيوفري سميث
جيوفري سميث (بالإنجليزية: Geoffrey Smith)‏ هو عسكري أسترالي، ولد في 16 مايو 1950 في سيدني في أستراليا.